# Формула Дарси — Вейсбаха
Формула Вейсбаха в гидравлике — эмпирическая формула, определяющая потери напора или потери давления при развитом турбулентном течении несжимаемой жидкости на гидравлических сопротивлениях (предложена Юлиусом Вейсбахом в 1855 году):
{\displaystyle \Delta h=\xi \cdot {\frac {V^{2}}{2g}},}
где
{\displaystyle \Delta h} — потери напора на гидравлическом сопротивлении;
{\displaystyle \xi } — коэффициент местного сопротивления (коэффициент потерь);
{\displaystyle V} — средняя скорость течения жидкости;
{\displaystyle g} — ускорение свободного падения.
Величина {\displaystyle {\frac {V^{2}}{2g}}} называется скоростным (или динамическим) напором.
Формула Вейсбаха, определяющая потери давления на гидравлических сопротивлениях, имеет вид
{\displaystyle \Delta P=\xi \cdot {\frac {V^{2}}{2}}\cdot \rho ,}
где
{\displaystyle \Delta P} — потери давления на гидравлическом сопротивлении;
{\displaystyle \rho } — плотность жидкости.

## Формула Дарси — Вейсбаха
Если гидравлическое сопротивление представляет собой участок трубы длиной {\displaystyle L} и диаметром {\displaystyle D}, то коэффициент потерь {\displaystyle \xi } определяется следующим образом:
{\displaystyle \xi =\lambda {\frac {L}{D}},}
где {\displaystyle \lambda } — коэффициент потерь на трение по длине (коэффициент Дарси).
Тогда формула Вейсбаха приобретает вид
{\displaystyle \Delta h=\lambda {\frac {L}{D}}{\frac {V^{2}}{2g}},}
или для потери давления:
{\displaystyle \Delta P=\lambda {\frac {L}{D}}{\frac {V^{2}}{2}}\rho .}
Последние две зависимости получили название формулы Дарси — Вейсбаха. Предложена Ю. Вейсбахом (1845) и А. Дарси (1857).
Если определяются потери на трение по длине для трубы некруглого поперечного сечения, то {\displaystyle D} представляет собой гидравлический диаметр.
Следует отметить, что потери напора на гидравлических сопротивлениях не всегда пропорциональны скоростному напору.

## Определение коэффициента потерь на трение по длине

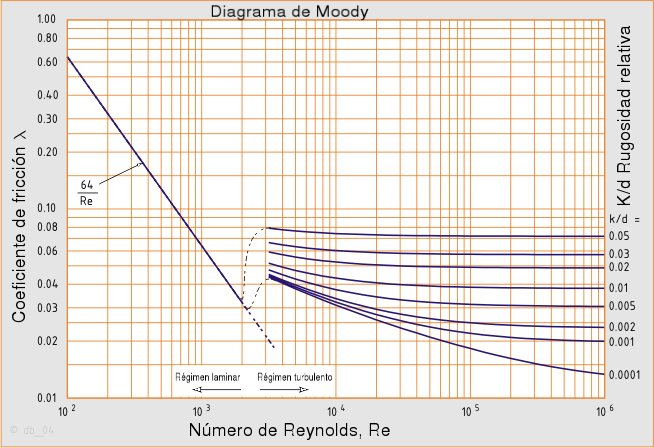
Графики для определения коэффициента потерь на трение по длине для шероховатых труб (k — размер шероховатости, d — диаметр трубы)

Коэффициент {\displaystyle \lambda } определяется по-разному для разных случаев.
Для гидравлически шероховатых труб коэффициент потерь на трение по длине определяется графически по эмпирическим зависимостям.
Для ламинарного течения в гладких трубах с жёсткими стенками коэффициент потерь на трение по длине определяется по формуле Пуазейля:
{\displaystyle \lambda ={\frac {64}{\mathrm {Re} }},}
где {\displaystyle \mathrm {Re} } — число Рейнольдса.
Иногда для гибких труб в расчётах принимают
{\displaystyle \lambda ={\frac {68}{\mathrm {Re} }}.}
Для турбулентного течения существуют более сложные зависимости. Одна из наиболее часто используемых формул — это формула Блазиуса:
{\displaystyle \lambda ={\frac {0{,}316}{\sqrt[{4}]{\mathrm {Re} }}}.}
Эта формула даёт хорошие результаты при числах Рейнольдса, изменяющихся в пределах от критического числа Рейнольдса {\displaystyle \mathrm {Re_{\text{кр}}} =2300} до значений {\displaystyle \mathrm {Re} =10^{5}}. Формула Блазиуса применяется для гидравлически гладких труб.
Для значений  {\displaystyle \mathrm {Re} =10^{5}{-}10^{6}} применяют формулу Никурадзе: {\displaystyle \lambda =0{,}0032+0{,}221/\mathrm {Re} ^{0{,}237}.} Также применяются формулы Женеро, Альтшуля, Канакова и других. 
Для значений Рейнольдса больше {\displaystyle 10^{4}} применяется формула Горшкова-Кантакузена, полученная методом регрессионного анализа: {\displaystyle \lambda =0{,}2579/\mathrm {Re} ^{0{,}231}.} Тем же автором была выведена формула для вычисления критерия Рейнольдса в гемодинамике (течении крови).

## Определение коэффициента Дарси для местных сопротивлений

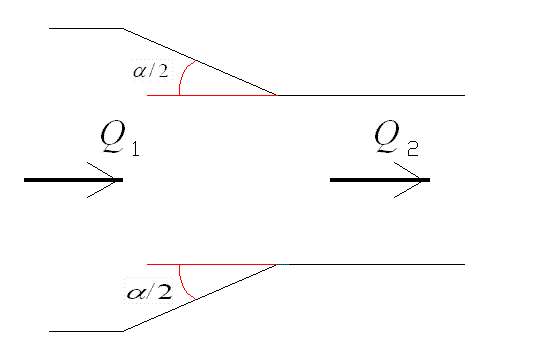
Рис. 1. Гидравлический конфузор: — поток жидкости в широком сечении трубы; — поток жидкости в узком сечении трубы

Для каждого вида местных сопротивлений существуют свои зависимости для определения коэффициента {\displaystyle \xi }.
К числу наиболее распространённых местных сопротивлений относятся внезапное расширение трубы, внезапное сужение трубы и поворот трубы.
1. При внезапном расширении трубы:
{\displaystyle \xi =\left(1-{\frac {S_{1}}{S_{2}}}\right)^{2},}
где {\displaystyle S_{1}} и {\displaystyle S_{2}} — площади поперечного сечения трубы, соответственно перед расширением и после него.
2. При внезапном сужении трубы коэффициент Дарси определяется по формуле:

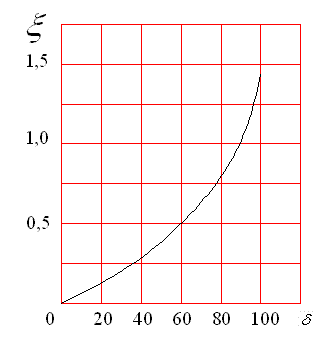
Рис. 2. Зависимость коэффициента Дарси от угла поворота трубы

{\displaystyle \xi ={\frac {1-S_{2}/S_{1}}{2}},}
где {\displaystyle S_{1}} и {\displaystyle S_{2}} — площади поперечного сечения трубы, соответственно, перед сужением и после него.
3. При постепенном сужении трубы (конфузор):
{\displaystyle \xi ={\frac {\lambda _{T}}{8\sin {\alpha /2}}}\left(1-{\frac {1}{n^{2}}}\right),}
где {\displaystyle n={\frac {S_{1}}{S_{2}}}} — степень сужения; {\displaystyle \lambda _{T}} — коэффициент потерь на трение по длине при турбулентном режиме.
4. При резком (без закругления) повороте трубы (колено) коэффициент Дарси определяется по графическим зависимостям (рис. 2).

## История
Исторически формула Дарси — Вейсбаха была получена как вариант формулы Прони.